# Battlefield: Bad Company
Battlefield: Bad Company — гра в жанрі шутер від першої особи від компанії DICE. Видавець — компанія Electronic Arts.
Гра кидає вас в пекло вигаданого бойового конфлікту між Росією і США. Дія гри починається в невідомій країні Східної Європи, потім переміщення в державу Близького Сходу.
Electronic Arts 8 грудня 2023 року вимкнула сервери для Battlefield: Bad Company на PlayStation 3 і Xbox 360.

## Сюжет
У 222-й батальйон, також відомий як «Bad Company», що складається з роздовбаїв, злочинців та іншого гарматного м'яса, надходить на службу новий боєць Престон Марлоу. Його колеги, сержант Редфорд, радист Світвотер і підривник Хаггард відразу називають нашого протеже «Новим». Під час відправлення загону на полі бою колона Bad Company була розбомбленою. Марлоу, Світвотер, Редфорд і Хагард з'ясовують, що воюють не просто з російською армією, а з найманцями. Через збіг обставин Світвотер виявляє в кишені вбитого найманця злиток золота. Як виявилося, найманці отримують зарплату не грошима, а золотом. Після такої несподіваної знахідки наші герої, одурманені запахом «легких» і великих грошей, йдуть у нерівний бій в надії урвати собі шматок пожирніше. Це і є зав'язка сюжету Battlefield: Bad Company.

## Особливості
- Інтерактивність і руйнування. Ці можливості все ще обмежені, але прогрес помітний. Будинки руйнуються аж до несучої стіни (також не вибухають підлоги / стелі). Можливість підривати / вирубувати дерева чергою з автомата.
- Сюжет. Тепер одиночній кампанії приділено значно більше уваги.
- Режим мультиплеєра. Gold Rush, коли одна сторона конфлікту захищає свій «клондайк», а їх противники намагаються підірвати валізи, які захищають перші. Також мультиплеер тепер сюжетно обґрунтований. Знайомий гравцям режим Conquest, також збережено (у вигляді безкоштовного доповнення).